# Stanisław Oziemski
Stanisław Oziemski (ur. 27 września 1923, zm. 19 listopada 2024) – polski inżynier, profesor, dziekan WSiMR PW (1970–1971).

## Życiorys
W 1952 r. ukończył studia w Politechnice Warszawskiej, w 1966 r. habilitował się. W 1973 r. uzyskał tytuł profesora nauk technicznych. Pracował w Instytucie Mechanizacji Budownictwa i Górnictwa Skalnego. Pochowany na cmentarzu Bródnowskim w Warszawie (kwatera 40B-2-4).

## Odznaczenia i wyróżnienia
- Medal 40-lecia Polski Ludowej[2]
- Medal Komisji Edukacji Narodowej[2]
- Krzyż Oficerski Orderu Odrodzenia Polski[2]
- Złoty Krzyż Zasługi[2]